# Finale Coppa Italia 2008
De finale van de Coppa Italia van het seizoen 2007/08 werd gehouden op zaterdag 24 mei 2008 in het Olympisch Stadion in Rome. Het was de eerste keer dat de finale uit slechts één duel bestond, en dus niet uit een heen- en terugwedstrijd. Voor het vierde jaar op rij ging de finale tussen Internazionale en AS Roma. De Romeinen, die dus voor eigen publiek mochten spelen, wonnen met 2–1 en prolongeerden zo hun bekerwinst van het jaar ervoor.

## Finale

### Wedstrijdgegevens
|                   |                        |       |                |                                                                                     |
| 24 mei 2008 21:00 | AS Roma                | 2 – 1 | Internazionale | Stadio Olimpico, Rome Toeschouwers: 50.000 Scheidsrechter: Emidio Morganti (Italië) |
| 24 mei 2008 21:00 | Mexès 36' Perrotta 54' |       | 60' Pelé       | Stadio Olimpico, Rome Toeschouwers: 50.000 Scheidsrechter: Emidio Morganti (Italië) |

| Roma | Inter |

| AS Roma:          |    |                   |         |
|                   |    |                   |         |
| GK                | 32 | Doni              |         |
| RB                | 77 | Marco Cassetti    |         |
| CB                | 5  | Philippe Mexès    |         |
| CB                | 4  | Juan              |         |
| LB                | 22 | Max Tonetto       |         |
| CM                | 7  | David Pizarro     |         |
| CM                | 16 | Daniele De Rossi  |         |
| RW                | 14 | Ludovic Giuly     | 66'     |
| AM                | 20 | Simone Perrotta   | 56' 72' |
| LW                | 30 | Alberto Aquilani  | 90'     |
| CF                | 9  | Mirko Vučinić     | 74'     |
| Wisselspelers:    |    |                   |         |
| GK                | 1  | Gianluca Curci    |         |
| DF                | 2  | Christian Panucci | 90'     |
| DF                | 3  | Cicinho           | 66'     |
| DF                | 15 | Vitorino Antunes  |         |
| FW                | 18 | Mauro Esposito    |         |
| MF                | 30 | Mancini           |         |
| FW                | 33 | Matteo Brighi     | 72'     |
| Coach:            |    |                   |         |
| Luciano Spalletti |    |                   |         |

| Internazionale: |    |                  |         |
|                 |    |                  |         |
| GK              | 1  | Francesco Toldo  | 54'     |
| RB              | 13 | Maicon           |         |
| CB              | 16 | Nicolás Burdisso | 87'     |
| CB              | 26 | Cristian Chivu   |         |
| LB              | 6  | Maxwell          |         |
| RM              | 4  | Javier Zanetti   | 90'     |
| CM              | 14 | Patrick Vieira   | 61'     |
| CM              | 5  | Dejan Stanković  | 46'     |
| LM              | 31 | César            | 62'     |
| CF              | 29 | David Suazo      |         |
| CF              | 45 | Mario Balotelli  |         |
| Wisselspelers:  |    |                  |         |
| MF              | 11 | Luis Jiménez     | 62'     |
| GK              | 12 | Júlio César      |         |
| FW              | 18 | Hernán Crespo    | 90'     |
| MF              | 21 | Santiago Solari  |         |
| MF              | 28 | Maniche          |         |
| MF              | 30 | Vitor Pelé       | 46' 87' |
| DF              | 40 | Ivan Fatić       |         |
| Coach:          |    |                  |         |
| Roberto Mancini |    |                  |         |

1922 ·
1923–1935 ·
1936 ·
1937 ·
1938 ·
1939 ·
1939 ·
1939 ·
1939 ·
1939 ·
1944–1957 ·
1958 ·
1959 ·
1960 ·
1961 ·
1962 ·
1963 ·
1964 ·
1965 ·
1966 ·
1967 ·
1968 ·
1969 ·
1970 ·
1971 ·
1972 ·
1973 ·
1974 ·
1975 ·
1976 ·
1977 ·
1978 ·
1979 ·
1980 ·
1981 ·
1982 ·
1983 ·
1984 ·
1985 ·
1986 ·
1987 ·
1988 ·
1989 ·
1990 ·
1991 ·
1992 ·
1993 ·
1994 ·
1995 ·
1996 ·
1997 ·
1998 ·
1999 ·
2000 ·
2001 ·
2002 ·
2003 ·
2004 ·
2005 ·
2006 ·
2007 ·
2008 ·
2009 ·
2010 ·
2011 ·
2012 ·
2013 ·
2014 ·
2015 ·
2016 ·
2017 ·
2018 ·
2019 ·
2020 .
2021 .
2022 .
2023 .
2024 .